# Luarea de ostatici din Luțk
Luarea de ostatici în Lutsk a fost un act terorist care s-a desfășurat în orașul Luțk, regiunea Volînia, Ucraina. A durat pe parcursul zilei de 21 iulie 2020.

## Cronologie
În jurul orei locale 9:35, un bărbat înarmat a preluat controlul asupra unui autobuz interurban de pe ruta Beresteciko–Krasîlivka, în Piața Teatralnaia din centrul orașului Luțk. Cu puțin timp înainte, acesta a publicat un mesaj pe Twitter, în care a declarat că „statul este cel mai mare terorist” și a cerut ca oficialii de vârf ai Ucrainei să declare public că sunt ei înșiși teroriști. Zona a fost evacuată și încercuită de forțele de ordine.

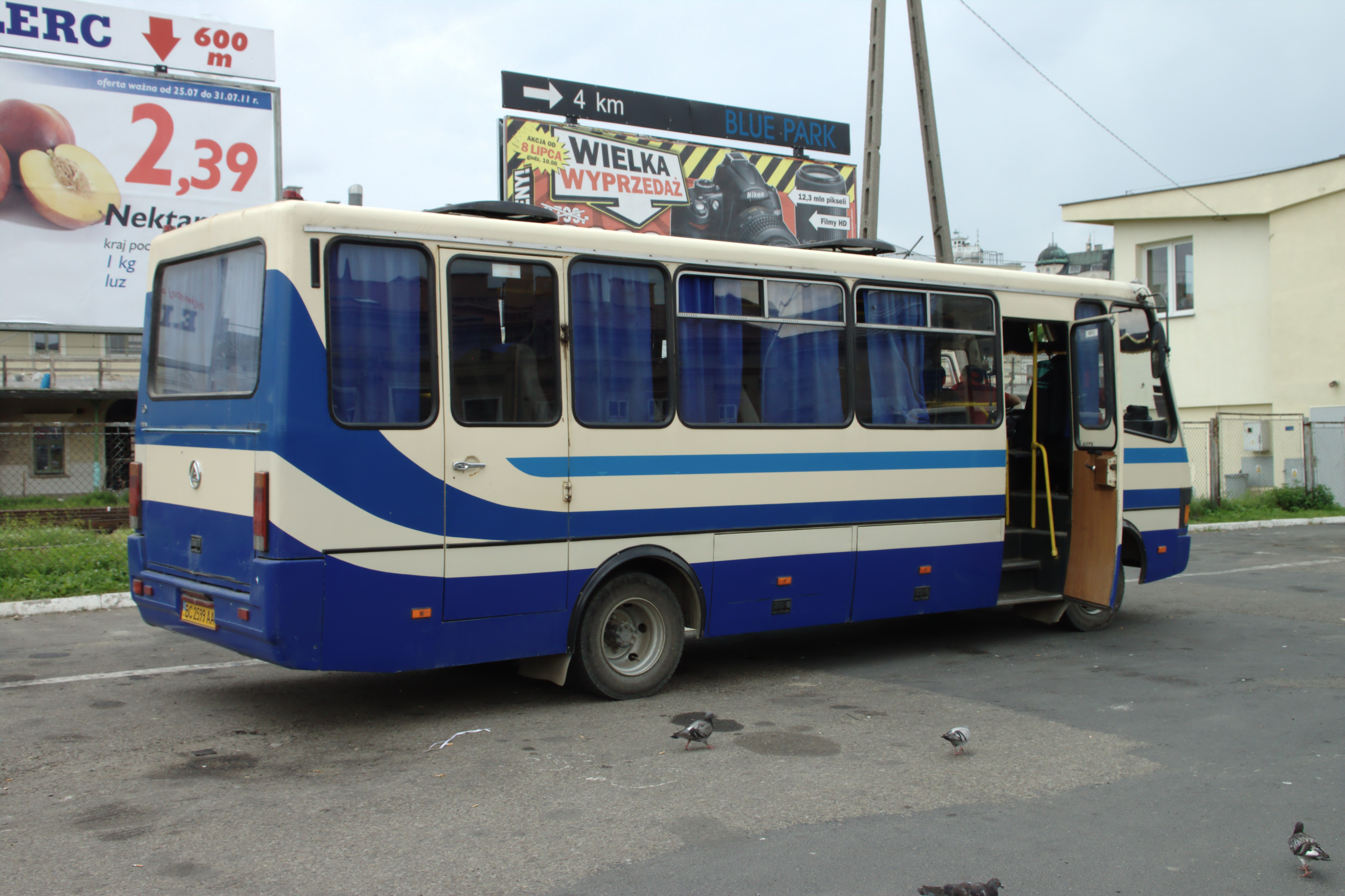
Autobuz marca „ETALON”, similar celui implicat în incident

La fiecare 20-30 de minute se auzeau împușcături de armă din direcția autobuzului. Conform estimărilor făcute pe parcursul zilei, în autobuz se aflau între 10 (potrivit Serviciului de Securitate al Ucrainei) și 20 (potrivit poliției) de persoane. A fost deschisă o cauză penală în temeiul articolului 147 din Codul penal al Ucrainei – luarea de ostatici. Câteva ore mai târziu, a fost deschisă și o cauză penală pe art. 258 – act terorist.
La scurt timp după declanșarea crizei de ostatici, președintele Ucrainei Volodîmîr Zelenski a declarat că a luat situația sub control personal și că încearcă să rezolve criza fără a admite victime. Poliția a lansat operațiunea „Ostatic” (în ucr. «Заложник»), iar Serviciul de Securitate al Ucrainei a pus în aplicare planul „Boomerang” (în ucr. «Бумеранг»). A participat și Departamentul special al Gărzii naționale Omega. Pentru a coordona acțiunile forțelor de ordine, la fața locului a sosit ministrul afacerilor interne Arsen Avakov.
Atacatorul a prezentat o listă de revendicări; el a cerut ca oficialii de vârf ai Ucrainei să declare public că sunt ei înșiși teroriști, iar președintele Volodîmîr Zelenski să publice un mesaj video prin care să recomande vizionarea filmului documentar Earthlings (2005).
Atacatorul a făcut prima concesie aprox. la ora 18, când a acceptat ca ostaticilor să le fie transmisă apă potabilă.
În jurul orei 21, președintele Zelenski a avut o convorbire telefonică cu atacatorul; ca urmare, potrivit biroului de presă al președinției, teroristul a eliberat trei dintre ostatici. La scurt timp, Zelenski a publicat o postare pe Facebook în care îndeplinește una din cerințele înaintate, îndemnând publicul să privească filmul Earthlings. La 21:46, atacatorul s-a predat autorităților și forțele de ordine au preluat toți cei 13 ostatici. Zelenski și-a șters postarea imediat după arestarea teroristului.

## Atacatorul
Persoana care a organizat și desfășurat atacul este Maksim Stepanovici Krîvoș, zis „Plohoi” (în rus. «Плохой» – „Rău”), un bărbat în vârstă de 44 de ani originar din orașul Gai, regiunea Orenburg, Federația Rusă. În trecut a fost condamnat în repetate rânduri la închisoare. Se afla la evidența psihiatrului dar, conform ministrului de interne și contrar relatărilor inițiale din presă, nu a fost internat într-o clinică psihiatrică. În 2014, a publicat o carte în 400 de exemplare,, intitulată Filozofia unui criminal, în care își descrie experiențele trăite la pușcărie.
S-a constatat că în trecut Krîvoș a lucrat ca voluntar la un adăpost de animale.
Autoritățile au raportat că Krîvoș a avut complici, unul dintre care locuia la Harkiv. Toți au fost reținuți.